# For the Revolution
For the Revolution – piąty album studyjny fińskiej grupy muzycznej Kalmah.

## Lista utworów
1. „For the Revolution” – 5:06
2. „Dead Man’s Shadow” – 5:00
3. „Holy Symphony of War” – 4:44
4. „Wings of Blackening” – 5:00
5. „Ready for Salvation” – 4:26
6. „Towards the Sky” – 5:09
7. „Outremer” – 4:39
8. „Coward” – 5:07
9. „Like a Slave” – 4:41

## Twórcy
- Pekka Kokko – śpiew, gitara
- Antti Kokko – gitara
- Timo Lehtinen – gitara basowa
- Janne Kusmin – perkusja
- Marco Sneck – keyboard
- Ahti Kortelainen – produkcja
- Håkan Åkesson – mastering